# Marvin Cüpper
Marvin Cüpper (* 16. Februar 1994 in Köln) ist ein deutscher Eishockeytorwart, der zuletzt bis zum Ende der Saison 2023/24 bei den Löwen Frankfurt aus der Deutschen Eishockey Liga (DEL) unter Vertrag gestanden hat. Zuvor war Cüpper bereits für die Eisbären Berlin, Krefeld Pinguine und Schwenninger Wild Wings in der DEL aktiv.

## Karriere
Cüpper wurde beim Kölner EC in seiner Heimatstadt ausgebildet, ehe er 2010 nach Krefeld und ein Jahr später nach Berlin in die Nachwuchsabteilung der Eisbären Juniors Berlin wechselte. Zwischen 2012 und 2015 trieb er seine Eishockey-Ausbildung bei den Cataractes de Shawinigan in der kanadischen Juniorenliga Ligue de hockey junior majeur du Québec (LHJMQ) voran.
Im Juli 2015 kehrte der Torwart nach Berlin zurück und unterzeichnete einen Dreijahresvertrag bei den Eisbären Berlin. Zu seinem Einstand in der Deutschen Eishockey Liga (DEL) kam Cüpper am 1. November 2015 gegen die Krefeld Pinguine. In der Saison 2015/16 war er dank einer Förderlizenz für die Dresdner Eislöwen in der DEL2 aktiv, in der Saison 2016/17 dann für den Ligakonkurrenten Lausitzer Füchse. Zu Beginn der Saison 2018/19 war Cüpper eigentlich fest für den Eisbären-Kader vorgesehen, verletzte sich jedoch kurz vor Saisonbeginn am Fuß und fiel bis zum Jahresende aus. Im Dezember 2018 wechselte er fest von Berlin zu den Lausitzer Füchsen, um Spielpraxis zu sammeln. Im ersten Ligaspiel für die Füchse erlitt er jedoch einen Jochbeinbruch und verpasste so den Rest der Saison. Auch zu Beginn der folgenden Spielzeit verletzte er sich erneut und konnte dadurch nur sechs Spiele für die Lausitzer Füchse absolvieren.
Im Anschluss an die Saison 2019/20 erhielt er keinen neuen Vertrag bei den Eisbären und kehrte zu den Krefeld Pinguinen zurück. Nach 16 Einsätzen für die Pinguine in der DEL verließ er den Klub und wurde im Mai 2021 vom Ligakonkurrenten Schwenninger Wild Wings verpflichtet. Dort wurde der Schlussmann zwei Spielzeiten lang als Back-up des Schweden Joacim Eriksson eingesetzt, um anschließend im Juni 2023 für ein Jahr zum Ligakonkurrenten Löwen Frankfurt zu wechseln. Auch dort kam er über die Rolle des Ersatzmanns nicht hinaus.

## Erfolge und Auszeichnungen
- 2015 LHJMQ First All-Star Team
- 2018 Deutscher Vizemeister mit den Eisbären Berlin

## Karrierestatistik
Stand: Ende der Saison 2023/24

### International
Vertrat Deutschland bei:
| - World U-17 Hockey Challenge 2011 - U18-Junioren-Weltmeisterschaft 2011 - U18-Junioren-Weltmeisterschaft 2012 | - U20-Junioren-Weltmeisterschaft 2013 - U20-Junioren-Weltmeisterschaft 2014 |

(Legende zur Torhüterstatistik: GP oder Sp = Spiele insgesamt; W oder S = Siege; L oder N = Niederlagen; T oder U oder OT = Unentschieden oder Overtime- bzw. Shootout-Niederlage; Min. = Minuten; SOG oder SaT = Schüsse aufs Tor; GA oder GT = Gegentore; SO = Shutouts; GAA oder GTS = Gegentorschnitt; Sv% oder SVS% = Fangquote; EN = Empty Net Goal; 1 Play-downs/Relegation; Kursiv: Statistik nicht vollständig)